# Amelanchier bartramiana
Amelanchier bartramiana är en rosväxtart som först beskrevs av Ignaz Friedrich Tausch, och fick sitt nu gällande namn av M. Roemer. Amelanchier bartramiana ingår i släktet häggmisplar, och familjen rosväxter. Inga underarter finns listade i Catalogue of Life.